# Kreis Düsseldorf-Mettmann
Kreis Düsseldorf-Mettmann war vom 1. August 1929 bis zum 31. Dezember 1974 die Bezeichnung eines aus den Resten der vorherigen Landkreise Düsseldorf, Essen und Mettmann gebildeten Kreises im Regierungsbezirk Düsseldorf. Mit diesem gehörte er zunächst zur preußischen Rheinprovinz und ab 1946 zu Nordrhein-Westfalen. Zwischen 1953 und 1969 trug er die Bezeichnung Landkreis Düsseldorf-Mettmann.
Am 1. Januar 1975 wurde er bei der Gebietsreform gemäß § 24 Abs. 2 des Düsseldorf-Gesetzes in Kreis Mettmann umbenannt und gemäß anderen Paragrafen dieses Gesetzes in seinen Grenzen erheblich verändert; am 1. Juni 1976 erfuhr er eine weitere Neuabgrenzung. Kreisstadt ist Mettmann.

## Geographie

### Nachbarkreise
Der Kreis Düsseldorf-Mettmann grenzte 1974 im Uhrzeigersinn im Norden beginnend an die kreisfreien Städte Duisburg, Mülheim an der Ruhr und Essen, an den Ennepe-Ruhr-Kreis, an die kreisfreien Städte Wuppertal und Solingen, an den Rhein-Wupper-Kreis und an den Kreis Grevenbroich sowie an die kreisfreien Städte Düsseldorf und Krefeld.

## Geschichte

### Gründung und Änderungen der Verwaltungsstruktur
Der Kreis Düsseldorf-Mettmann wurde am 1. August 1929 im Rahmen des Gesetzes über die kommunale Neugliederung des rheinisch-westfälischen Industriegebiets aus Teilen der aufgelösten Kreise Düsseldorf, Essen und Mettmann gebildet. Größere Teile dieser Landkreise waren in die Stadtkreise Düsseldorf, Duisburg, Mülheim an der Ruhr, Essen, Remscheid und Barmen-Elberfeld (das spätere Wuppertal) eingemeindet worden, so dass die übrig gebliebenen Gebiete für einen jeweils eigenen Kreis zu klein waren.
Dem Kreis gehörten anfangs die Städte und Gemeinden Angermund, Breitscheid-Selbeck, Dreihonnschaften, Eckamp, Eggerscheidt, Erkrath, Gruiten, Haan, Hardenberg, Hasselbeck-Krumbach, Heiligenhaus, Hilden, Hösel, Homberg-Bracht-Bellscheidt, Hubbelrath, Kalkum, Kettwig, Langenberg, Laupendahl, Lintorf, Ludenberg, Meiersberg, Mettmann, Metzkausen, Millrath, Mintard, Ratingen, Schöller, Schwarzbach, Velbert, Wittlaer und Wülfrath an. In der Folgezeit kam es mehrfach zu Veränderungen der Verwaltungsstruktur:
- Die Gemeinde Dreihonnschaften wurde im Oktober 1929 in die Stadt Kettwig eingemeindet.[1]
- Laupendahl wurde 1930 zum größten Teil in die Stadt Kettwig eingemeindet.
- Mintard wurde 1930 auf die Stadt Kettwig und die Gemeinde Breitscheid aufgeteilt.
- Breitscheid-Selbeck gab seinen Ortsteil Selbeck 1930 an die kreisfreie Stadt Mülheim an der Ruhr ab. Gleichzeitig kamen Teile von Hösel, Laupendahl und Mintard zur Gemeinde hinzu, die fortan Breitscheid hieß.[2]
- Eckamp wurde 1930 nach Ratingen eingemeindet.[3]
- Bockum und Kalkum wurden 1930 nach Wittlaer eingemeindet.[4]
- Ludenberg wurde 1930 zwischen Erkrath, Hasselbeck-Krumbach und Hubbelrath aufgeteilt.[4]
- Hasselbeck-Krumbach und Schwarzbach wurden 1930 zur Gemeinde Hasselbeck zusammengeschlossen.[4]
- Die Stadt Hardenberg, auch Hardenberg-Neviges genannt, wurde 1935 in Neviges umbenannt.[5][6]
- Das Gebiet der alten Honschaft Oefte wurde am 1. April 1936 von Heiligenhaus an Kettwig abgetreten.[7]
- Millrath wurde 1938 in Hochdahl umbenannt.[5]
- Hasselbeck wurde am 20. Mai 1947 in Hasselbeck-Schwarzbach umbenannt.[4]
- Das Amt Ratingen-Land wurde 1950 in Amt Angerland umbenannt.[8]
- Homberg-Bracht-Bellscheidt und Meiersberg wurden 1967 zur Gemeinde Homberg-Meiersberg zusammengeschlossen.[9]

Am 1. Oktober 1969 wurde aus dem Landkreis der Kreis Düsseldorf-Mettmann.

### Gliederung vor der Gebietsreform 1975
Vor den zum 1. Januar 1975 durch die Kreisgebietsreform eintretenden Gebietsveränderungen und die zugleich erfolgte Umbenennung bestand der Kreis aus 11 amtsfreien Städten sowie einer amtsgehörigen Stadt und 12 amtsangehörigen Gemeinden in drei Ämtern:
| Gemeindekennziffer | Name                   | Fläche in km² (Gebietsstand 1.1.1971) | Einwohnerzahl (Volkszählung vom 27.5.1970) |
| ------------------ | ---------------------- | ------------------------------------- | ------------------------------------------ |
|                    | amtsfreie Städte       |                                       |                                            |
| 05 1 32 122        | Erkrath, Stadt         | 19,81                                 | 19.707                                     |
| 05 1 32 111        | Haan, Stadt            | 14,70                                 | 20.264                                     |
| 05 1 32 112        | Heiligenhaus, Stadt    | 23,94                                 | 28.500                                     |
| 05 1 32 113        | Hilden, Stadt          | 31,85                                 | 48.863                                     |
| 05 2 32 114        | Kettwig, Stadt         | 16,09                                 | 17.408                                     |
| 05 1 32 115        | Langenberg, Stadt      | 19,68                                 | 16.858                                     |
| 05 1 32 116        | Mettmann, Stadt        | 36,11                                 | 30.209                                     |
| 05 1 32 117        | Neviges, Stadt         | 38,24                                 | 22.956                                     |
| 05 1 32 118        | Ratingen, Stadt        | 19,43                                 | 43.685                                     |
| 05 1 32 119        | Velbert, Stadt         | 24,91                                 | 55.411                                     |
| 05 1 32 121        | Wülfrath, Stadt        | 4,53                                  | 22.874                                     |
|                    | Amt Angerland          | 78,98                                 | 28.756                                     |
| 05 1 32 211        | Angermund, Stadt       | 9,47                                  | 3.906                                      |
| 05 1 32 212        | Breitscheid            | 16,65                                 | 3.166                                      |
| 05 1 32 213        | Eggerscheidt           | 4,30                                  | 783                                        |
| 05 1 32 214        | Hösel                  | 8,67                                  | 5.109                                      |
| 05 1 32 215        | Lintorf                | 15,85                                 | 10.593                                     |
| 05 1 32 216        | Wittlaer               | 24,04                                 | 5.199                                      |
|                    | Amt Gruiten            | 25,51                                 | 20.088                                     |
| 05 1 32 311        | Gruiten                | 10,11                                 | 5.527                                      |
| 05 1 32 312        | Hochdahl               | 11,12                                 | 13.826                                     |
| 05 1 32 313        | Schöller               | 4,28                                  | 735                                        |
|                    | Amt Hubbelrath         | 52,22                                 | 12.151                                     |
| 05 1 32 411        | Hasselbeck-Schwarzbach | 11,48                                 | 2.105                                      |
| 05 1 32 412        | Homberg-Meiersberg     | 19,34                                 | 3.274                                      |
| 05 1 32 413        | Hubbelrath             | 11,92                                 | 972                                        |
| 05 1 32 415        | Metzkausen             | 9,48                                  | 5.800                                      |

### Gebietsreform 1975/76
Anlässlich der nordrhein-westfälischen Gebietsreform wurde der Kreis am 1. Januar 1975 in Kreis Mettmann umbenannt. Damit verbunden waren umfassende Änderungen der Gemeindegrenzen sowie umfangreiche Gebietsabtretungen, v. a. zugunsten der kreisfreien Städte Düsseldorf, Wuppertal, Essen und Mülheim an der Ruhr. Im Wesentlichen wurden die drei Ämter in umliegende Städte eingegliedert. Die Stadt Kettwig wurde bis auf einzelne Gebietsteile nach Essen eingemeindet. Die drei Städte Langenberg, Neviges und Velbert im Nordosten des Kreises wurden zu einer Stadt zusammengeschlossen. Dafür wurde der Kreis nach Süden auf Kosten des aufgelösten Rhein-Wupper-Kreises erweitert. Im Einzelnen:
- An Düsseldorf fielen Erkrath-Unterbach, Hubbelrath, Angermund, Wittlaer und der überwiegende Teil von Hasselbeck-Schwarzbach.
- Der Rest von Hasselbeck-Schwarzbach wurde ebenso wie Breitscheid, Eggerscheidt, Hösel, Homberg-Meiersberg und Lintorf mit Ratingen vereinigt.
- Hochdahl und Erkrath bildeten die neue Stadt Erkrath.
- Gruiten wurde in die Stadt Haan eingegliedert.
- Metzkausen wurde in die Stadt Mettmann eingegliedert.
- Langenberg, Neviges und Velbert wurden zur Stadt Velbert vereinigt.
- Teile von Homberg-Meiersberg kamen zu Mettmann und Heiligenhaus.
- Teile von Neviges (Dönberg, Obensiebeneick) und die Gemeinde Schöller wurden in die Stadt Wuppertal eingegliedert.
- Kettwig wurde größtenteils der Stadt Essen zugeschlagen, der Stadtteil Mintard kam zu Mülheim an der Ruhr, ebenso kleinere Gebietsteile von Breitscheid.

Die Stadt Langenfeld (Rheinland) kam am 1. Januar 1975 aus dem aufgelösten Rhein-Wupper-Kreis in den Kreis Mettmann. Am 1. Juni 1976 wurde die Stadt Monheim am Rhein (mit Baumberg, aber ohne Hitdorf) wieder aus der Stadt Düsseldorf ausgegliedert und ebenfalls dem Kreis Mettmann zugeordnet. Hintergrund war ein Urteil des Verfassungsgerichtshofs vom 6.12.1975, durch das die Eingemeindung dieser Teile der Stadt Monheim nach Düsseldorf für verfassungswidrig erklärt worden war.

### Einwohnerentwicklung
| Jahr | Einwohner | Quelle |
| ---- | --------- | ------ |
| 1933 | 171.041   | [ 5 ]  |
| 1939 | 183.836   | [ 5 ]  |
| 1946 | 216.477   | [ 18 ] |
| 1950 | 244.885   | [ 5 ]  |
| 1960 | 312.200   | [ 5 ]  |
| 1961 | 319.130   | [ 12 ] |
| 1969 | 394.300   | [ 5 ]  |
| 1970 | 387.730   | [ 12 ] |
| 1973 | 425.600   | [ 19 ] |

## Politik

### Ergebnisse der Kreistagswahlen 1946 bis 1969
In der Liste werden nur Parteien und Wählergemeinschaften aufgeführt, die mindestens zwei Prozent der Stimmen bei der jeweiligen Wahl erhalten haben.
Stimmenanteile der Parteien in Prozent
| Jahr   | SPD  | CDU  | FDP  | BHE | DZP | KPD  |
| ------ | ---- | ---- | ---- | --- | --- | ---- |
| 1946   | 32,0 | 44,3 | 07,6 |     | 4,2 | 11,9 |
| 1948   | 34,7 | 33,5 | 11,8 |     | 8,3 | 11,4 |
| 119521 | 34,3 | 29,2 | 15,2 | 3,8 | 5,7 | 06,7 |
| 1956   | 46,5 | 32,8 | 12,5 | 4,0 | 3,3 |      |
| 1961   | 42,9 | 41,8 | 13,5 |     |     |      |
| 1964   | 49,1 | 40,5 | 09,6 |     |     |      |
| 1969   | 46,8 | 44,8 | 07,1 |     |     |      |

Fußnote
1 1952: zusätzlich: FWV: 2,6 %, RSF/FSU: 2,5 %

### Landräte
- 1929–1931: Julius Friedrich (1883–1977)
- 1931–9999: Ernst Dietrich Holtz (kommissarisch)
- 1931–1937: Hans-Joachim Tapolski
- 1937–1945: Friedrich Wilhelm Dombois (1890–1982)
- 1946–1948: Martin Schönenborn, CDU
- 1948–1961: Emil Döllken, SPD
- 1961–1964: Aloys Henn, CDU
- 1964–1967: Fritz Nordsieck, SPD
- 1967–1969: Peter Kraft, SPD
- 1969–1975: Willi Müser, CDU

### Landtag Nordrhein-Westfalen
| Wahl- periode | Zeit                 | Wahlkreis Nr. 57: Düsseldorf-Mettmann-Süd                | Wahlkreis Nr. 57: Düsseldorf-Mettmann-Süd                | Wahlkreis Nr. 58: Düsseldorf-Mettmann-Ost                                | Wahlkreis Nr. 58: Düsseldorf-Mettmann-Ost     | Wahlkreis Nr. 59: Düsseldorf-Mettmann-West                                      | Wahlkreis Nr. 59: Düsseldorf-Mettmann-West                              |
| Wahl- periode | Zeit                 | Direktmandat an                                          | Partei                                                   | Direktmandat an                                                          | Partei                                        | Direktmandat an                                                                 | Partei                                                                  |
| ------------- | -------------------- | -------------------------------------------------------- | -------------------------------------------------------- | ------------------------------------------------------------------------ | --------------------------------------------- | ------------------------------------------------------------------------------- | ----------------------------------------------------------------------- |
| 1.            | 20.4.1947– 17.6.1950 | Bruno Trawinski                                          | CDU                                                      | Hans Kohler (seit 2.10.1946 Mitglied im 1. und 2. ernannten Landtag NRW) | SPD                                           | Martin Schönenborn (seit 2.10.1946 Mitglied im 1. und 2. ernannten Landtag NRW) | CDU                                                                     |
| 2.            | 5.7.1950– 4.7.1954   | Martin Schönenborn (vorzeitig ausgeschieden 5.5.1954)    | CDU                                                      | Georg Schulhoff                                                          | CDU                                           | Bruno Six                                                                       | CDU                                                                     |
| 3.            | 13.7.1954– 1958      | Wilhelm Henrichs                                         | CDU                                                      | Martin Rosik (verstorben 7.6.1955)                                       | SPD                                           | Bruno Six                                                                       | CDU                                                                     |
| 4.            | 21.7.1958– 20.7.1962 | Wilhelm Henrichs                                         | CDU                                                      | Eduard Bovensiepen (vorzeitig ausgeschieden 2.9.1959)                    | SPD                                           | Bruno Six                                                                       | CDU                                                                     |
| 5.            | 21.7.1962– 23.7.1966 | Wilhelm Henrichs (verstorben 18.4.1966)                  | CDU                                                      | Hans Otto Bäumer                                                         | SPD                                           | Albert Höver                                                                    | CDU                                                                     |
|               |                      | Wahlkreis Nr. 60: Düsseldorf-Mettmann I                  | Wahlkreis Nr. 60: Düsseldorf-Mettmann I                  | Wahlkreis Nr. 61: Düsseldorf-Mettmann II                                 | Wahlkreis Nr. 61: Düsseldorf-Mettmann II      | Wahlkreis Nr. 62: Düsseldorf-Mettmann III                                       | Wahlkreis Nr. 62: Düsseldorf-Mettmann III                               |
| Gemeinden     | Gemeinden            | Erkrath, Haan, Hilden und Mettmann sowie das Amt Gruiten | Erkrath, Haan, Hilden und Mettmann sowie das Amt Gruiten | Heiligenhaus, Langenberg, Neviges und Velbert                            | Heiligenhaus, Langenberg, Neviges und Velbert | Kettwig, Ratingen und Wülfrath sowie die Ämter Angerland und Hubbelrath         | Kettwig, Ratingen und Wülfrath sowie die Ämter Angerland und Hubbelrath |
| 6.            | 24.7.1966– 25.7.1970 | Robert Gies                                              | SPD                                                      | Hans Otto Bäumer (vorzeitig ausgeschieden 7.4.1967)                      | SPD                                           | Peter Kraft                                                                     | SPD                                                                     |
| 7.            | 26.7.1970– 27.5.1975 | Klaus-Dieter Völker                                      | CDU                                                      | Franz Waider                                                             | SPD                                           | Wilhelm Droste                                                                  | CDU                                                                     |
| 8.            | 28.5.1975– 28.5.1980 | Klaus-Dieter Völker                                      | CDU                                                      | Hans Otto Bäumer (in der 9. Wahlperiode im Wahlkreis 43 / Mettmann IV)   | SPD                                           | Wilhelm Droste (in der 9. Wahlperiode im Wahlkreis 42 / Mettmann III)           | CDU                                                                     |

### Bundestag
| Wahl- periode | Jahre     | Wahlkreis Düsseldorf-Mettmann    | Wahlkreis Düsseldorf-Mettmann    | Wahlkreis Düsseldorf-Mettmann    | Wahlkreis Düsseldorf-Mettmann    | Wahlkreis Düsseldorf-Mettmann    | Wahlkreis Düsseldorf-Mettmann    |
| Wahl- periode | Jahre     | Wahlkreis Nr.                    | Wahlkreis Nr.                    | Wahlkreis Nr.                    | Direktmandat an                  | Partei                           | Anteil Erst-Stimmen              |
| ------------- | --------- | -------------------------------- | -------------------------------- | -------------------------------- | -------------------------------- | -------------------------------- | -------------------------------- |
| 1.            | 1949–1953 | 18                               | 18                               | 18                               | Gerhard Schröder                 | CDU                              |                                  |
| 2.            | 1953–1957 | 77                               | 77                               | 77                               | Gerhard Schröder                 | CDU                              | 52 %                             |
| 3.            | 1957–1961 | 77                               | 77                               | 77                               | Gerhard Schröder                 | CDU                              |                                  |
| 4.            | 1961–1965 | 77                               | 77                               | 77                               | Gerhard Schröder                 | CDU                              |                                  |
|               |           | Düsseldorf-Mettmann I (nördlich) | Düsseldorf-Mettmann I (nördlich) | Düsseldorf-Mettmann I (nördlich) | Düsseldorf-Mettmann II (südlich) | Düsseldorf-Mettmann II (südlich) | Düsseldorf-Mettmann II (südlich) |
| 5.            | 1965–1969 | Willi Müser                      | CDU                              | 46,4 %                           | Gerhard Schröder                 | CDU                              | 48,6 %                           |
| 6.            | 1969–1972 | Heinz Pensky                     | SPD                              |                                  | Georg Neemann                    | SPD                              |                                  |
| 7.            | 1972–1976 | Heinz Pensky                     | SPD                              |                                  | Uwe Holtz                        | SPD                              |                                  |

## Kfz-Kennzeichen
Am 1. Juli 1956 wurde dem damaligen Landkreis bei der Einführung der bis heute gültigen Kfz-Kennzeichen genauso wie auch der Stadt Düsseldorf das Unterscheidungszeichen D zugewiesen. Es wird in der Stadt Düsseldorf durchgängig bis heute ausgegeben. Fahrzeuge aus dem Kreis hatten zwei Buchstaben und zwei Ziffern oder einen Buchstaben und 4 Ziffern.

## Nachweise
1. ↑  Amtsblatt für den Regierungsbezirk Düsseldorf 1929, S. xx
2. ↑  Bürgerschaft Breitscheid: Zeitreise
3. ↑  Stadt Ratingen: Geschichte des Stadtwappens
4. 1 2 3 4  gemeindeverzeichnis.de: Gemeinden und Verwaltungsgliederungen im Bergischen Land
5. 1 2 3 4 5 6 7  Michael Rademacher: Mettmann. Online-Material zur Dissertation, Osnabrück 2006. In: eirenicon.com.
6. ↑  Bürgerverein Dönberg: Geschichte (Memento des Originals vom 14. Juli 2014 im Internet Archive)  Info: Der Archivlink wurde automatisch eingesetzt und noch nicht geprüft. Bitte prüfe Original- und Archivlink gemäß Anleitung und entferne dann diesen Hinweis.
7. ↑  kettwig.de: Geschichte von Kettwig (Memento des Originals vom 14. Juli 2014 im Internet Archive)  Info: Der Archivlink wurde automatisch eingesetzt und noch nicht geprüft. Bitte prüfe Original- und Archivlink gemäß Anleitung und entferne dann diesen Hinweis.
8. ↑  Amtsblatt für den Regierungsbezirk Düsseldorf 1950, S. xx
9. ↑  Amtsblatt für den Regierungsbezirk Düsseldorf 1967, S. xx
10. ↑  Bekanntmachung der Neufassung der Kreisordnung für das Land Nordrhein-Westfalen vom 11. August 1969 im Gesetz- und Verordnungsblatt für das Land Nordrhein-Westfalen, Jahrgang 1969, Nr. 2021, S. 670 ff.
11. ↑  Statistisches Bundesamt: Alle politisch selbständigen Gemeinden mit ausgewählten Merkmalen am 27.05.1970.
12. 1 2 3 4 5  Statistisches Bundesamt (Hrsg.): Historisches Gemeindeverzeichnis für die Bundesrepublik Deutschland. Namens-, Grenz- und Schlüsselnummernänderungen bei Gemeinden, Kreisen und Regierungsbezirken vom 27.5.1970 bis 31.12.1982. W. Kohlhammer, Stuttgart / Mainz 1983, ISBN 3-17-003263-1, S. 293 f. (Statistische Bibliothek des Bundes und der Länder [PDF; 41,1 MB]).
13. ↑  § 24 Abs. 2 des Düsseldorf-Gesetzes vom 10.9.1974, GV. NRW. S. 890
14. ↑  vgl. §§ 10, 11 12 Abs. 2, §§ 13 bis 19 des Düsseldorf-Gesetzes und § 6 des Ruhrgebiet-Gesetzes vom 9.7.1974, GV. NRW. S. 256.
15. ↑  § 24 Abs. 1 des Düsseldorf-Gesetzes
16. ↑  § 2 des Gesetzes über Gebietsänderungen im Neugliederungsraum Düsseldorf vom 1.6.1976, GV. NRW. S. 214.
17. ↑  VerfGH 39/74, Bekanntmachung des Tenors in GV. NRW. 1975 S. 700.
18. ↑  Volkszählung 1946
19. ↑  Statistisches Jahrbuch 1975, S. 53
20. ↑  Quelle: Jeweiliges Heft des Statistischen Landesamtes (LDS NRW), Mauerstr. 51, Düsseldorf, mit den Wahlergebnissen auf der Kreisebene.
21. ↑  Wahlkreiseinteilung für die Wahl zum Landtag Nordrhein-Westfalen vom 4. März 1965, GV. NRW. S. 55 ber. S. 119